# نیو کلمبیا (پنسیلوانیا)
نیو کلمبیا (به انگلیسی: New Columbia) یک منطقهٔ مسکونی در ایالات متحده آمریکا است که در شهرستان یونیون، پنسیلوانیا واقع شده‌است. نیو کلمبیا ۱٬۰۱۳ نفر جمعیت دارد.